# My Way (Limp-Bizkit-Lied)
My Way (englisch für „Mein Weg / Meine Weise“) ist ein Lied der US-amerikanischen Nu-Metal-Band Limp Bizkit. Der Song ist die vierte Singleauskopplung ihres dritten Studioalbums Chocolate Starfish and the Hot Dog Flavored Water und wurde am 6. Januar 2001 veröffentlicht.

## Inhalt
My Way wird von Fred Durst aus der Sicht eines lyrischen Ichs gesungen. Er macht dabei einer nicht-benannten Person in seinem Umfeld deutlich, dass er sich von ihr nichts mehr vorschreiben lasse. So stellt er die Person vor die Wahl, die Dinge auf seine Weise zu machen oder er werde sie verlassen und seinen eigenen Weg gehen. Wer genau die Person ist, an die sich das lyrische Ich wendet, wird offen gelassen.

“Just one more fight about your leadership

And I will straight up leave your shit

’Cause I’ve had enough of this

And now I’m pissed, yeah!

This time I’ma let it all come out

This time I’ma stand up and shout

I’ma do things my way, it’s my way

My way or the highway”

## Produktion
Das Lied wurde von Fred Durst und DJ Lethal produziert. Der Text wurde ebenfalls von Fred Durst verfasst, während die Musik von den Bandmitgliedern Wes Borland, John Otto und Sam Rivers geschrieben wurde. Dabei verwendeten sie ein Sample des Songs My Melody von Eric B. & Rakim aus dem Jahr 1987.

## Musikvideo
Das Musikvideo zu My Way wurde von Limp-Bizkit-Sänger Fred Durst gedreht. Auf YouTube verzeichnet es über 130 Millionen Aufrufe (Stand August 2019).
Zu Beginn unterhalten sich Fred Durst und Wes Borland darüber, was sie für ein Video zum Song drehen sollen. Da sie keine Ideen haben, meint Fred Durst, er lasse sich in der Garderobe etwas einfallen. Das Video wechselt anschließend zwischen fünf verschiedenen Szenerien. So sieht man die Band, die den Song in einem schwarz-roten Raum spielt. In anderen Einstellungen fahren die fünf Bandmitglieder auf Motorrädern vor einem Bluescreen durch die Stadt oder sind als Steinzeitmenschen im Dschungel zu sehen. Zudem wird Limp Bizkit als Big Band gezeigt, wobei die anderen Mitglieder zum Teil von Fred Durst dirigiert werden. Teilweise singt Fred Durst das Lied auch allein in einem dunklen Raum. Die verschiedenen Szenen enden schließlich alle im Streit zwischen den Bandmitgliedern.

## Single

### Covergestaltung
Das Singlecover zeigt in Sepiafarben von links nach rechts die fünf Bandmitglieder John Otto, Fred Durst, Sam Rivers, DJ Lethal und Wes Borland, die den Betrachter ansehen. Im unteren Teil des Bildes befinden sich die grauen Schriftzüge limp bizkit und my way. Der Hintergrund ist komplett schwarz gehalten.

### Titelliste
Version 1
1. My Way (Albumversion) – 4:32
2. My Way (Pistols Dancehall Dub) – 6:26
3. My Way (Dub Pistols Instrumental) – 6:26
4. Counterfeit (Lethal Dose Mix) – 5:09

Version 2
1. My Way (Albumversion) – 4:32
2. My Way (William Orbit Remix) – 6:34
3. My Way (William Orbit Instrumental) – 6:34
4. My Way (Enhanced Video) – 4:32

### Chartplatzierungen
My Way stieg am 18. Juni 2001 auf Platz 38 in die deutschen Charts ein und konnte sich neun Wochen lang in den Top 100 halten. Besonders erfolgreich war der Song im Vereinigten Königreich, wo er Rang 6 erreichte.
| ChartsChartplatzierungen       | Höchstplatzierung | Wochen |
| ------------------------------ | ----------------- | ------ |
| Deutschland (GfK)              | 38 (9 Wo.)        | 9      |
| Österreich (Ö3)                | 51 (5 Wo.)        | 5      |
| Schweiz (IFPI)                 | 99 (2 Wo.)        | 2      |
| Vereinigte Staaten (Billboard) | 75 (14 Wo.)       | 14     |
| Vereinigtes Königreich (OCC)   | 6 (10 Wo.)        | 10     |

### Auszeichnungen für Musikverkäufe
My Way wurde im Jahr 2025 für mehr als 600.000 Verkäufe im Vereinigten Königreich mit einer Goldenen Schallplatte ausgezeichnet.

| Land/Region                  | Auszeichnungen für Musikverkäufe (Land/Region, Auszeichnung, Verkäufe) | Verkäufe |
| ---------------------------- | ---------------------------------------------------------------------- | -------- |
| Vereinigtes Königreich (BPI) | Platin                                                                 | 600.000  |
| Insgesamt                    | 1× Platin ·                                                            | 600.000  |

Hauptartikel: Limp Bizkit/Auszeichnungen für Musikverkäufe